# アーノルド・シュワルツェネッガーの鋼鉄の男
『アーノルド・シュワルツェネッガーの鋼鉄の男』（Pumping Iron）は、1977年に制作されたアメリカ映画。
ジョージ・バトラーとチャールズ・ゲインズの1974年の同名の本を元に、1975年の南アフリカのプレトリアで行われたミスターユニバース大会とミスター・オリンピア大会を軸として、アーノルド・シュワルツェネッガーを中心とした当時のボディビルダーを取り上げたドキュメンタリー映画である。
本作のヒットは、ボディビルが再注目されるきっかけとなった。当時底辺とされていたボディビルダーの地位が向上し、全米でボディビル・フィットネスブームが巻き起こり、また舞台となったゴールドジムの名を一躍広めた。
DVD邦題は『アーノルド・シュワルツェネッガーのパンピング・アイアン』。『パンピング・アイアン（鋼鉄の男）』の邦題で配信もされている。

## ストーリー
カメラはアーノルド・シュワルツェネッガーやルー・フェリグノ、フランコ・コロンボといったその年の世界大会のボディビル大会「ミスター・オリンピア」に出場する選手たちを追う。個々の選手の私生活やバックボーンなどにも触れつつ、彼らがいったいどのようなトレーニングをしているのか、プロのボディビルダーとはどのようなものなのかを記録しつつ、大会に向けて己を磨く選手たちを映していく。

## 25周年記念DVD
2003年に25周年を記念してDVD版が発売された。新たに出演者のコメントや当時カットされたシーンが追加された。その中にはいくつかのシーンにやらせや演技があったことが語られたが、なかでもシュワルツェネッガー自身が当時ステロイドと大麻を使用していたことを語ったことは大きな問題となり、政治家としてのキャリアを進めていた彼に陰を落とした。

## スタッフ
- 監督：ジョージ・バトラー、ロバート・フィオレ
- 製作:ジョージ・バトラー
- 脚本：ジョージ・バトラー、チャールズ・ゲインズ
- 製作総指揮：ジョージ・バトラー
- 撮影：ロバート・フィオレ
- 音楽：マイケル・スモール

## エピソード
- ヒット作となったこの映画により、主に取り上げられた3人は俳優としてのキャリアをスタートさせることになった。フェリグノは『超人ハルク』（1977年）にハルク役で出演し、俳優としてシュワルツェネッガーよりもいち早くブレイクし、コロンボは『コナン・ザ・グレート』（1982年）や『ターミネーター』（1984年）などに出演している。シュワルツェネッガーも公開前は本作が最後の映画出演となるはずだったが、本作のヒットによりスクリーンでの存在感が再発見されることとなり、ハリウッドは彼にもう一度チャンスを与え、俳優活動を再スタートさせた。シュワルツェネッガーはその後、1982年公開の『コナン・ザ・グレート』でのメジャーデビューを経て、1984年公開の『ターミネーター』で遂に大ブレイクを果たし、アメリカン・ドリームを体現させる結果となった。
- シュワルツェネッガーは1975年の大会を最後に、ボディビルを一度引退している。
- シュワルツェネッガーは後年、この映画の権利を自身で購入している。